# Jofré III el Barbut
Jofré III el Barbut fou comte del Gatinais i comte d'Anjou. El 1046 va heretar el comtat de Gatinais del seu pare Jofré II Ferreol i el 1060 va heretar l'Anjou per part de la seva mare Ermengarda, germana del darrer comte Jofré II Martell. Un germà de Jofré el barbut, Folc, va heretar per part de la mare, la Santonya i la senyoria de Vihiers, però el 1061 el duc d'Aquitània va ocupar aquest territori, que Folc va reconquerir el 1062 després de la victòria de Chef-Boutonne però finalment els va perdre davant l'aquità. El 1062 va entrar en possessió de Saumur que el seu oncle havia deixat en usdefruit a la seva dona. El 1063 el duc de Normandia va ocupar el comtat del Maine. El 1067 l'enderrocat Folc de Vihiers es va revoltar contra son germà (que s'havia fet enemics entre el clergat) i va ocupar Saumur (25 de febrer) i molts senyors el van reconèixer, entrant a Angers el 4 d'abril de 1067 amb el nom de Folc IV el Tauró i fent presoner a son germà. Després a l'estiu decideixen governar junts però el 1068 es van tornar a barallar i Folc venç al combat de Brissac (abril) i fa un altre cop presoner a son germà al que va tancar al castell de Chinon on es va tornar boig i va morir el 1094. Folc es va proclamar comte únic el 19 de juny de 1068.